# 전자 가해
전자 가해(Electronic harassment), 전자 고문 또는 정신적 전자 고문은 악의적인 행위자(종종 정부 요원 또는 범죄 조직)가 전자기파(예: 마이크로파 청각 효과), 레이더 및 감시 기술을 사용하여 소리와 생각을 사람들에게 전달한다는 망상적인 믿음이다. 머리에 상처를 입히고, 사람의 신체에 영향을 미치고, 사람을 괴롭힌다. 이러한 현상을 경험했다고 주장하는 개인을 스스로를 "타게팅된 개인"(targeted individuals, TI)이라고 부른다. 일부는 자신들이 갱단 스토킹의 피해자라고 주장하며 많은 사람들이 지원 및 옹호 단체를 만들거나 가입했다.
여러 의료 전문가들은 이러한 경험이 환각, 망상장애 또는 정신증의 결과라고 결론지었다.

## 같이 보기
- 지향성 에너지 무기
- 전자전